# EHF Challenge Cup 2005/06
Am EHF Challenge Cup 2005/06 nahmen 40 Handball-Vereinsmannschaften teil, die sich in der vorangegangenen Saison in ihren Heimatländern für den Wettbewerb qualifiziert hatten. Es war die 6. Austragung des Challenge Cups. Titelverteidiger war das schweizerische Team Wacker Thun. Die Pokalspiele begannen am 30. September 2005, das zweite Finalspiel fand am 29. April 2006 statt. Im Finale konnte sich das rumänische Team Steaua Bukarest gegen den portugiesischen Vertreter Sporting Club Horta durchsetzen.

## Modus
Der Wettbewerb startete in Runde 2 mit einer Gruppenphase mit einer Gruppe mit 4 Mannschaften in der jeder gegen jeden in einfacher Runde spielte. Die beiden Gruppenersten zogen in Runde 3 ein, in der weitere, höher eingestufte, Mannschaften einstiegen. Ab dieser Runde, inklusive des Finales, wurden im K.-o.-System mit Hin- und Rückspiel gespielt.

## Runde 2
Alle Gruppenspiele fanden vom 30. September 2005 bis 2. Oktober 2005 statt. Gruppe A spielte im luxemburgischen Dudelange, Gruppe B im norwegischen Nittedal, Gruppe C im russischen Krasnodar, Gruppe D im serbischen Niš.

### Gruppe A
| Pl. | Mannschaft                | Sp. | S | U | N | Tore      | Diff. | Punkte |
| --- | ------------------------- | --- | - | - | - | --------- | ----- | ------ |
| 1.  | Çankaya Belediyesi Ankara | 3   | 2 | 1 | 0 | 0120:800  | +40   | 5      |
| 2.  | AO Diomidis Argos         | 3   | 2 | 1 | 0 | 0101:840  | +17   | 5      |
| 3.  | HB Dudelange              | 3   | 1 | 0 | 2 | 0101:1050 | −4    | 2      |
| 4.  | Great Dane HC London      | 3   | 0 | 0 | 3 | 070:1230  | −53   | 0      |

### Gruppe B
| Pl. | Mannschaft          | Sp. | S | U | N | Tore      | Diff. | Punkte |
| --- | ------------------- | --- | - | - | - | --------- | ----- | ------ |
| 1.  | SC Ploiești         | 3   | 3 | 0 | 0 | 0139:730  | +66   | 6      |
| 2.  | NIT-HAK Nittedal    | 3   | 2 | 0 | 1 | 0128:930  | +35   | 4      |
| 3.  | VV Tikveš Kavadarci | 3   | 1 | 0 | 2 | 0105:1010 | +4    | 2      |
| 4.  | HC Telavi           | 3   | 0 | 0 | 3 | 057:1620  | −105  | 0      |

### Gruppe C
| Pl. | Mannschaft          | Sp. | S | U | N | Tore    | Diff. | Punkte |
| --- | ------------------- | --- | - | - | - | ------- | ----- | ------ |
| 1.  | Sporting Club Horta | 3   | 2 | 1 | 0 | 070:470 | +23   | 5      |
| 2.  | SKIF Krasnodar      | 3   | 2 | 1 | 0 | 067:470 | +20   | 5      |
| 3.  | HC Dobrudja Dobrich | 3   | 1 | 0 | 2 | 052:650 | −13   | 2      |
| 4.  | KH Trepča Mitrovica | 3   | 0 | 0 | 3 | 00:300  | −30   | 0      |

### Gruppe D
| Pl. | Mannschaft             | Sp. | S | U | N | Tore     | Diff. | Punkte |
| --- | ---------------------- | --- | - | - | - | -------- | ----- | ------ |
| 1.  | RK Zeleznicar 1949 Niš | 3   | 2 | 0 | 1 | 095:860  | +9    | 4      |
| 2.  | Burewestnik Luhansk    | 3   | 2 | 0 | 1 | 081:810  | ±0    | 4      |
| 3.  | Bologna Handball       | 3   | 2 | 0 | 1 | 099:910  | +8    | 4      |
| 4.  | Olimpus-85 Chișinău    | 3   | 0 | 0 | 3 | 088:1050 | −17   | 0      |

## Runde 3
|                           | Gesamt  |                         | Hinspiel | Rückspiel |
| ------------------------- | ------- | ----------------------- | -------- | --------- |
| Youth Union Strovolos     | 51:81   | UHK Krems               | 23:47    | 28:34     |
| Çankaya Belediyesi Ankara | 69:49   | CHEV Handball Diekirch  | 34:28    | 35:21     |
| RK Zeleznicar 1949 Niš    | 61:60   | Milli Piyango SC        | 39:33    | 22:27     |
| RK Split                  | 41:75   | Medveščak Zagreb        | 20:38    | 21:37     |
| SC Ploiești               | 54:63   | Vardar Skopje           | 30:34    | 24:29     |
| KA Akureyri               | 95:30   | HC Mamuli Tbilisi       | 45:15    | 50:15     |
| BSV Bern Muri             | 78:39   | HC Tallas               | 40:22    | 38:17     |
| HC Browary                | 58:53   | Lusis Akademikas Kaunas | 36:26    | 22:27     |
| E&O Emmen                 | 44:67   | Pallamano Conversano    | 27:29    | 17:38     |
| Sporting Club Horta       | 54:54 * | AA Águas Santas         | 26:26    | 28:28     |
| Panellinios AC Athen      | 47:57   | NIT-HAK Nittedal        | 25:27    | 22:30     |
| SKIF Krasnodar            | 48:49   | RK Konjuh Živinice      | 28:23    | 20:26     |
| RK Partizan Belgrad       | 67:48   | HC Eynatten             | 38:19    | 29:29     |
| Steaua Bukarest           | 65:50   | AO Diomidis Argos       | 33:28    | 32:22     |
| Newa St. Petersburg       | 53:46   | Burewestnik Luhansk     | 30:24    | 23:22     |
| TSV St. Otmar St. Gallen  | 55:56   | IL Runar Sandefjord     | 32:25    | 23:31     |

## Achtelfinals
|                           | Gesamt  |                     | Hinspiel | Rückspiel |
| ------------------------- | ------- | ------------------- | -------- | --------- |
| Medveščak Zagreb          | 71:49   | UHK Krems           | 36:24    | 35:25     |
| HC Browary                | 58:64   | NIT-HAK Nittedal    | 30:27    | 28:37     |
| RK Konjuh Živinice        | 41:48   | Sporting Club Horta | 24:21    | 17:27     |
| RK Zeleznicar 1949 Niš    | 63:61   | IL Runar Sandefjord | 31:30    | 32:31     |
| RK Partizan Belgrad       | 50:53   | BSV Bern Muri       | 26:23    | 24:30     |
| Çankaya Belediyesi Ankara | 51:51 * | Newa St. Petersburg | 35:23    | 16:28     |
| Pallamano Conversano      | 55:56   | Vardar Skopje       | 32:28    | 23:28     |
| KA Akureyri               | 45:53   | Steaua Bukarest     | 24:23    | 21:30     |

## Viertelfinals
|                        | Gesamt |                  | Hinspiel | Rückspiel |
| ---------------------- | ------ | ---------------- | -------- | --------- |
| Vardar Skopje          | 64:65  | Steaua Bukarest  | 35:31    | 29:34     |
| RK Zeleznicar 1949 Niš | 61:65  | BSV Bern Muri    | 28:29    | 33:36     |
| Newa St. Petersburg    | 54:60  | Medveščak Zagreb | 26:32    | 28:28     |
| Sporting Club Horta    | 56:53  | NIT-HAK Nittedal | 30:25    | 26:28     |

## Halbfinals
|                     | Gesamt |                  | Hinspiel | Rückspiel |
| ------------------- | ------ | ---------------- | -------- | --------- |
| Steaua Bukarest     | 54:53  | Medveščak Zagreb | 30:28    | 24:25     |
| Sporting Club Horta | 60:53  | BSV Bern Muri    | 32:25    | 28:28     |

## Finale
Das Hinspiel fand am 22. April 2006 in Horta statt und das Rückspiel am 29. April 2006 in Bukarest. Die letzten Erfolge der Rumänen von Steaua Bukarest stammen noch aus der Zeit vor dem Fall des Eisernen Vorhangs, der letzte Europapokalsieg von 1977 und die letzte Finalteilnahme von 1989.
|                     | Gesamt |                 | Hinspiel | Rückspiel |
| ------------------- | ------ | --------------- | -------- | --------- |
| Sporting Club Horta | 53:55  | Steaua Bukarest | 26:21    | 27:34     |